# Capcom Arcade Stadium
Capcom Arcade Stadium (カプコンアーケードスタジアム?) è una raccolta di videogiochi di genere Azione; Picchiaduro; Sparatutto, pubblicata da Capcom per Nintendo Switch il 17 febbraio e per i dispositivi PlayStation 4, Xbox One e  Microsoft Windows il 25 maggio 2021.
La raccolta comprende 32 videogiochi arcade Capcom pubblicati tra il 1984 e il 2001.
Nel 2022 è stato annunciata una seconda raccolta dal titolo Capcom Arcade 2nd Stadium.

## Modalità di gioco
I 32 videogiochi presenti in Capcom Arcade Stadium, inizialmente furono divisi in tre diversi contenuti scaricabili e successivamente è stato concesso l'acquisto individuale: 
| Dawn of the Arcade (1984→1988) | Arcade Revolution (1989→1992) | Arcade Evolution (1992→2001) |
| --- | --- | --- |
| - 1942 (1984) - Bionic Commando (1987) - Commando (1985) - Forgotten Worlds (1988) - Ghouls 'n Ghosts (1988) - Legendary Wings (1986) - Pirate Ship Higemaru (1984) - Section Z (1985) - Tatakai no Banka/Trojan (1986) - Vulgus (1984) | - 1941: Counter Attack (1990) - Captain Commando (1991) - Carrier Air Wing (1990) - Dynasty Wars (1989) - Final Fight (1989) - Mega Twins (1990) - Senjō no Ōkami II/Mercs (1990) - Street Fighter II (1991) - Strider (1989) - Varth: Operation Thunderstorm (1992) | - 1944: The Loop Master (2000) - 19XX: The War Against Destiny (1995) - Armored Warriors (1994) - Battle Circuit (1997) - Cyberbots: Full Metal Madness (1995) - Destiny (1995) - Giga Wing (1999) - Progear (2001) - Street Fighter II Turbo: Hyper Fighting (1992) - Super Street Fighter II Turbo (1994) - Warriors of Fate (1992) |

Il gioco 1943: The Battle of Midway è offerto gratuitamente, Ghost ‘n Goblins era riservato e gratuito a chi comprava entrambi i tre pack. È inoltre disponibile un DLC che abilità il trucco dell'invincibilità.
Nel 2022 sono stati resi disponibili gratuitamente, per un periodo limitato, Street Fighter II: The World Warrior e Final Fight.

### Capcom Arcade Stadium Complete Pack
È un bundle disponibile su Steam, che include i videogiochi pubblicati nella seconda edizione Capcom Arcade 2nd Stadium, questa aggiunge il genere Rompicapo più il titolo multisportivo Capcom Sport Club; sono acquistabili anche individualmente (SonSon e il trucco dell'invincibilità sono gratuiti):
- 1943 Kai - Midway Kaisen
- Black Tiger
- Block Block
- Capcom Sports Club
- Darkstalkers: The Night Warriors
- Eco Fighters
- Exed Exes/Savage Bees
- Gan Sumoku/Gun.Smoke
- Hissatsu Buraiken/Avenger
- Hyper Street Fighter II: The Anniversary Edition
- Knights of the Round
- Last Duel
- Magic Sword
- Mega Man: The Power Battle
- Mega Man 2: The Power Fighters
- Night Warriors: Darkstalkers' Revenge
- Pnickies
- Rally 2011: LED STORM
- Saturday Night Slam Masters
- Side Arms: Hyper Dyne
- Street Fighter
- Street Fighter Alpha 2
- Street Fighter Alpha 3
- Street Fighter Alpha: Warriors’ Dreams
- Super Gem Fighter Mini Mix
- Super Puzzle Fighter II Turbo
- The King of Dragons
- The Speed Rumbler
- Three Wonders
- Tiger Road
- Vampire Savior: The Lord of Vampire

## Sviluppo
Alcuni dei giochi presenti nella raccolta presentano delle modifiche rispetto agli originali: in Street Fighter II: The World Warrior è stata rimossa la bandiera del Sole Nascente, mentre in Super Street Fighter II la bandiera di Hong Kong è stata sostituita con la bandiera della Cina.